# Matteo Vandendaele
Matteo Vandendaele (16 juni 2005) is een Belgisch voetballer die door RWDM wordt uitgeleend aan FC Ganshoren.

## Carrière

### RWDM
Vandendaele ruilde als tiener de jeugdopleiding van SK Pepingen-Halle voor die van RWDM, waar hij aansloot bij de U15. Op 22 december 2023 maakte hij zijn officiële debuut in het eerste elftal van de club: in de competitiewedstrijd tegen Club Brugge liet trainer Cláudio Caçapa hem bij een 1-6-achterstand invallen voor de geblesseerde William Klaus. Mede door de hoge blessurelast mocht hij vier dagen later ook kort invallen in de 3-0-nederlaag tegen KVC Westerlo. In februari 2024 ondertekende hij zijn eerste profcontract bij RWDM.
Vandendaele bereidde het seizoen 2024/25 mee voor met de A-kern van RWDM, dat zich in het seizoen 2023/24 niet wist te handhaven in de Jupiler Pro League. Tijdens de eerste drie competitiewedstrijden van het seizoen werd hij telkens opgenomen in de wedstrijdselectie, maar geen enkele keer kwam hij uiteindelijk in actie.

### FC Eindhoven
Begin september 2024 leende de club hem voor een seizoen uit aan de Nederlandse tweedeklasser FC Eindhoven. Er werd geen aankoopoptie bedongen in het huurcontract. Op 13 september 2024 maakte hij zijn officiële debuut voor de club: in de blessuretijd liet trainer Maurice Verberne hem in de blessuretijd invallen voor Terrence Douglas. Op 9 december 2024 mocht Vandendaele, die na zijn debuut niet meer dan een korte invalbeurt bij Excelsior Rotterdam had gekregen, een basisplaats tegen Jong FC Utrecht. Vandendaele kreeg voor deze wedstrijd de voorkeur op Douglas, die de bus miste. Vandendaele bleef vervolgens een paar wedstrijden op rij in de basis staan: in de competitiewedstrijd tegen VVV-Venlo (1-3-nederlaag) verving hij de zieke Douglas, in de bekerwedstrijd tegen Excelsior Rotterdam (1-3-nederlaag) verving hij dan weer de geschorste aanvoerder Collin Seedorf. Voor de bekerwedstrijd tegen Excelsior werd Vandendaele, die tegen Jong Utrecht en VVV als linksback had gespeeld, als centrale verdediger uitgespeeld.
Op 20 december 2024 mocht Vandendaele ook starten in de competitiewedstrijd tegen FC Dordrecht (3-3-gelijkspel). De RWDM-huurling, die bij de rust bij een 1-1-tussenstand gewisseld werd voor Shane van Aarle, zat zo plots aan vier opeenvolgende basisplaatsen. Toch werd zijn uitleenbeurt in januari 2025 vroegtijdig stopgezet wegens een gebrek aan speelminuten.

### FC Ganshoren
Kort na zijn vertrek bij Eindhoven sloot Vandendaele zich aan bij FC Ganshoren, een club uit de Tweede afdeling ACFF. RWDM maakte de uitleenbeurt weliswaar pas begin februari wereldkundig, uitgerekend op de dag dat Vandendaele zijn officiële debuut voor Ganshoren maakte in de competitiewedstrijd tegen Royal Entente Acren Lessines.

## Clubstatistieken
| Seizoen         | Club            | Land               | Competitie           | Competitie | Competitie | Beker | Beker | Supercup | Supercup | Europees | Europees | Totaal | Totaal |
| Seizoen         | Club            | Land               | Competitie           | Wed.       | Dlp.       | Wed.  | Dlp.  | Wed.     | Dlp.     | Wed.     | Dlp.     | Wed.   | Dlp.   |
| --------------- | --------------- | ------------------ | -------------------- | ---------- | ---------- | ----- | ----- | -------- | -------- | -------- | -------- | ------ | ------ |
| 2023/24         | RWDM            | Vlag van België    | Eerste klasse A      | 2          | 0          | 0     | 0     | —        | —        | —        | —        | 2      | 0      |
| 2024/25         | → FC Eindhoven  | Vlag van Nederland | Eerste divisie       | 5          | 0          | 1     | 0     | —        | —        | —        | —        | 6      | 0      |
| 2024/25         | → FC Ganshoren  | Vlag van België    | Tweede afdeling ACFF | 1          | 0          | 0     | 0     | —        | —        | —        | —        | 1      | 0      |
| Carrière totaal | Carrière totaal | Carrière totaal    | Carrière totaal      | 8          | 0          | 1     | 0     | 0        | 0        | 0        | 0        | 9      | 0      |

Bijgewerkt op 3 februari 2025.